# باشگاه فوتبال مرکز شباب الامعری
باشگاه فوتبال مرکز شباب الامعری یک باشگاه فوتبال در اردوگاه الامعری کرانه باختری فلسطین می‌باشد که در لیگ برتر کرانه باختری بازی می‌کند. این تیم سابقه نایب قهرمانی در جام پرزیدنت آسیا ۲۰۱۲ را دارد. این تیم سابقه حضور در مرحله گروهی ای‌اف‌سی کاپ ۲۰۲۱ را دارد.